# Palparellus dubiosus
Palparellus dubiosus là một loài côn trùng trong họ Myrmeleontidae thuộc bộ Neuroptera. Loài này được Péringuey miêu tả năm 1910.